# Metrópoli de Lyon
La Metrópoli de Lyon (en francés: métropole de Lyon) es una entidad administrativa francesa con estatuto particular, ubicada en la región de Auvernia-Ródano-Alpes.

## Historia
Fundada el 1 de enero de 2015, la metrópoli de Lyon sustituye a la comunidad urbana de Lyon y, en su territorio, al departamento de Ródano. Tiene a la vez las competencias de un departamento y las de una metrópoli.

## Geografía
Limita al oeste, sur y este con Ródano, al noreste con Ain y al sur con Isère. 

Mapa de la Metrópoli de Lyon

## Comunas
| - Albigny-sur-Saône - Bron - Cailloux-sur-Fontaines - Caluire-et-Cuire - Champagne-au-Mont-d'Or - Charbonnières-les-Bains - Charly - Chassieu - Collonges-au-Mont-d'Or - Corbas - Couzon-au-Mont-d'Or - Craponne - Curis-au-Mont-d'Or - Dardilly - Décines-Charpieu - Écully - Feyzin - Fleurieu-sur-Saône - Fontaines-Saint-Martin - Fontaines-sur-Saône - Francheville - Genay - Givors - Grigny - Irigny - Jonage - Limonest - Lissieu - Lyon - Marcy-l'Étoile | - Meyzieu - Mions - Montanay - La Mulatière - Neuville-sur-Saône - Oullins-Pierre-Bénite - Poleymieux-au-Mont-d'Or - Quincieux - Rillieux-la-Pape - Rochetaillée-sur-Saône - Saint-Cyr-au-Mont-d'Or - Saint-Didier-au-Mont-d'Or - Saint-Fons - Sainte-Foy-lès-Lyon - Saint-Genis-Laval - Saint-Genis-les-Ollières - Saint-Germain-au-Mont-d'Or - Saint-Priest - Saint-Romain-au-Mont-d'Or - Sathonay-Camp - Sathonay-Village - Solaize - Tassin-la-Demi-Lune - La Tour-de-Salvagny - Vaulx-en-Velin - Vénissieux - Vernaison - Villeurbanne |  |
| | |  |